# Relax (deutsche Band)/Diskografie
Diese Diskografie ist eine Übersicht über die musikalischen Werke der deutschen Band Relax.

## Alben

### Studioalben
| Jahr | Titel Musiklabel                           | Höchstplatzierung, Gesamtwochen, AuszeichnungChartplatzierungen (Jahr, Titel, Musiklabel, Platzierungen, Wochen, Auszeichnungen, Anmerkungen) | Höchstplatzierung, Gesamtwochen, AuszeichnungChartplatzierungen (Jahr, Titel, Musiklabel, Platzierungen, Wochen, Auszeichnungen, Anmerkungen) | Höchstplatzierung, Gesamtwochen, AuszeichnungChartplatzierungen (Jahr, Titel, Musiklabel, Platzierungen, Wochen, Auszeichnungen, Anmerkungen) | Anmerkungen                             |
| Jahr | Titel Musiklabel                           | DE | AT | CH | Anmerkungen                             |
| ---- | ------------------------------------------ | --- | --- | --- | --------------------------------------- |
| 1982 | Relaxed samma Ariola                       | DE24 (14 Wo.)DE | AT17 (4 Wo.)AT | — | Erstveröffentlichung: 1982              |
| 1983 | Vui zvui G’fui Ariola                      | DE54 (8 Wo.)DE | — | — | Erstveröffentlichung: 1983              |
| 1984 | Herbie auf Hawaii Ariola                   | — | — | — | Erstveröffentlichung: 1984              |
| 1986 | Ich schenk Dir mein Herz Ariola            | — | — | — | Erstveröffentlichung: 1986              |
| 1989 | C’est la vie (so is es Leb’n) Dino Music   | — | — | — | Erstveröffentlichung: 1989              |
| 1991 | Du oder koane Dino Music                   | — | — | — | Erstveröffentlichung: 1991              |
| 1993 | Ganz Relaxed Koch International            | — | — | — | Erstveröffentlichung: 6. August 1993    |
| 1995 | Nur bei Dir Koch International             | — | — | — | Erstveröffentlichung: 31. Januar 1995   |
| 1996 | Immerno’ in di verknoit Koch International | — | — | — | Erstveröffentlichung: Dezember 1996     |
| 2010 | Immer sche relaxed bleim DA Music          | — | — | — | Erstveröffentlichung: 19. November 2010 |
| 2015 | Nur dei Herzklopf’n hör’n Bogner Music     | — | — | — | Erstveröffentlichung: 4. September 2015 |

grau schraffiert: keine Chartdaten aus diesem Jahr verfügbar

### Kompilationen
| Jahr | Titel Musiklabel                             | Höchstplatzierung, Gesamtwochen, AuszeichnungChartplatzierungen (Jahr, Titel, Musiklabel, Platzierungen, Wochen, Auszeichnungen, Anmerkungen) | Höchstplatzierung, Gesamtwochen, AuszeichnungChartplatzierungen (Jahr, Titel, Musiklabel, Platzierungen, Wochen, Auszeichnungen, Anmerkungen) | Höchstplatzierung, Gesamtwochen, AuszeichnungChartplatzierungen (Jahr, Titel, Musiklabel, Platzierungen, Wochen, Auszeichnungen, Anmerkungen) | Anmerkungen               |
| Jahr | Titel Musiklabel                             | DE | AT | CH | Anmerkungen               |
| ---- | -------------------------------------------- | --- | --- | --- | ------------------------- |
| 1985 | Du I mog di – 10 bayrische Love Songs Ariola | DE42 (8 Wo.)DE | AT30 (2 Wo.)AT | CH12 (19 Wo.)CH | Erstveröffentlichung 1985 |

Weitere Kompilationen
- 1985: Du bist genau was I will (Ariola)
- 1987: Du I mog di (Ariola)
- 1987: Star Festival (Ariola)
- 1990: Golden Stars (Ariola)
- 1996: I hab di so gern (Koch International)
- 1998: Best of Relax (Ariola)
- 1999: Weil I di mog – S’Beste (Koch International)
- 2006: Lebensg’fuehl (Ariola)
- 2006: Das Beste vom Besten (Koch International)
- 2017: My Star (DA Music)

## Singles
| Jahr | Titel B-Seite                                             | Höchstplatzierung, Gesamtwochen, AuszeichnungChartplatzierungen (Jahr, Titel, B-Seite, Platzierungen, Wochen, Auszeichnungen, Anmerkungen) | Höchstplatzierung, Gesamtwochen, AuszeichnungChartplatzierungen (Jahr, Titel, B-Seite, Platzierungen, Wochen, Auszeichnungen, Anmerkungen) | Höchstplatzierung, Gesamtwochen, AuszeichnungChartplatzierungen (Jahr, Titel, B-Seite, Platzierungen, Wochen, Auszeichnungen, Anmerkungen) | Anmerkungen |
| Jahr | Titel B-Seite                                             | DE | AT | CH | Anmerkungen |
| ---- | --------------------------------------------------------- | --- | --- | --- | --- |
| 1982 | Weil i di mog B-Seite: Koana dahoam                       | DE6 (26 Wo.)DE | AT1 (18 Wo.)AT | CH4 (6 Wo.)CH | Erstveröffentlichung 1982 bei Ariola auch als 12" mit B-Seite: Radio hör’n Produzenten: Bernd Vonficht, Charly Ricanek, Bernie Paul |
| 1983 | Ja mei! B-Seite: 86 63 90,7                               | DE40 (13 Wo.)DE | AT16 (4 Wo.)AT | — | Erstveröffentlichung 1983 bei Ariola Coverversion von The Sheiks – So Fine Produzenten: Bernd Vonficht, Bernie Paul                 |
| 1983 | Marie B-Seite: Dynamite Tscharlie                         | DE50 (8 Wo.)DE | — | CH18 (8 Wo.)CH | Erstveröffentlichung 1983 bei Ariola Produzenten: Bernd Vonficht, Bernie Paul                                                       |
| 1984 | Oh, Rosita B-Seite: Spatzl, I steh’ auf di                | DE69 (2 Wo.)DE | — | — | Erstveröffentlichung 1984 bei Ariola Produzenten: Bernd Vonficht, Bernie Paul                                                       |
| 1984 | Ein weißes Blattl Papier B-Seite: Uns geht’s guat         | DE41 (11 Wo.)DE | AT2 (22 Wo.)AT | CH6 (10 Wo.)CH | Erstveröffentlichung 1984 bei Ariola Produzent: Bernie Paul                                                                         |
| 1985 | Du bist genau was i will B-Seite: Alte Liebe rostet nicht | — | AT16 (10 Wo.)AT | — | Erstveröffentlichung 1985 bei Ariola Produzent: Bernie Paul                                                                         |

Weitere Singles
- 1981: Radio hör’n (Ariola; auch als einseitige 12" Promo)
- 1982: I wui schlafa (Ariola; B-Seite von Radio hör’n)
- 1983: Vui zvui G’fui (B-Seite: Der Drache; Ariola)
- 1984: Oh, i woaß net (ob des guat ist) (B-Seite: Cosi: Schau …; Ariola; Produzenten: Bernd Vonficht, Bernie Paul)
- 1985: Bleib heut nacht bei mir (B-Seite: D’ Mama hat g’sagt; Ariola)
- 1986: Heut geh ma net hoam (B-Seite: … dann hast di verliebt; Ariola)
- 1986: Du hast mei Herz in der Hand (B-Seite: Tears in Your Eyes; Ariola)
- 1986: Amiga Quartett (Weil I di mog / Oh, I woaß net / Ein weißes Blatt’l Papier / Du I mog di so; Amiga)
- 1989: Der Bär groove’d (Der Berg ruft) (B-Seite: SOS – Junges Herz in Not; Dino Music)
- 1990: 14 Meter (B-Seite: Was für a Dog; Dino Music)
- 1990: I laß di nimmer aus (B-Seite: C’est la vie; Dino Music)
- 1991: Heimweh nach Dir (B-Seite: Baby I mog di; Dino Music)
- 1991: Buona Sera, setz di her’a (Dino Music)
- 1992: Blue Farewell River (Weitere Titel: Bye bye Baby; Dino Music)
- 1993: I hab di so gern (Weitere Titel: Nie mehr allein; Koch International)
- 1994: Dahoam is dahoam (Weitere Titel: In deinen Augen; Koch International)
- 1994: Weil Du so wie Du bist (B-Seite: Was ist eigentlich hier los; Koch International; auch als CD-Single)
- 1995: Nur bei Dir (Koch International)
- 1995: Amore, Amore, Amore (Weitere Titel: Oh mei, oh mei; Koch International)
- 1995: I bin so gern bei Dir (Koch International)
- 1996: Hoit mi ganz fest (Weitere Titel: Nie im Leb’n; Koch International)
- 1996: Immerno in di verknoit (Koch International)
- 1997: I schaug Dei Buid’l o (Weitere Titel: Bleib no’ a bisserl bei mir; Koch International)
- 2006: 1000 Küsse (als 1-Track-Promo-Single bei Ariola)
- 2010: Du bist schuld daran (DA Music)
- 2012: A Busserl (Möcht I nur von Dir) (DA Music)
- 2013: Yo! Ho! Ho! (Bogner Music (Midiworld Media))

## Statistik

### Chartauswertung
|                     | DE    | AT    | CH    |
| ------------------- | ----- | ----- | ----- |
| Nummer-eins-Alben   | DE—DE | AT—AT | CH—CH |
| Top-10-Alben        | DE—DE | AT—AT | CH—CH |
| Alben in den Charts | DE3DE | AT2AT | CH1CH |

|                       | DE    | AT    | CH    |
| --------------------- | ----- | ----- | ----- |
| Nummer-eins-Singles   | DE—DE | AT1AT | CH—CH |
| Top-10-Singles        | DE1DE | AT2AT | CH2CH |
| Singles in den Charts | DE5DE | AT4AT | CH3CH |